# Veckring
Veckring – miejscowość i gmina we Francji, w regionie Grand Est, w departamencie Mozela.
Według danych na rok 1990 gminę zamieszkiwało 688 osób, a gęstość zaludnienia wynosiła 103 osób/km² (wśród 2335 gmin Lotaryngii Veckring plasuje się na 489. miejscu pod względem liczby ludności, natomiast pod względem powierzchni na miejscu 861.).